# Synchiropus stellatus
Synchiropus stellatus — вид піскаркових, поширений у Індійському океані від берегів східної Африки до Суматри та Індонезії. Морська рифова демерсальна риба, що сягає 7.5 см довжиною.